# Marparaíso
Marparaíso es una telenovela chilena, del género melodrama, producida por Canal 13 y transmitida desde el 3 de agosto hasta el 22 de diciembre de 1998, reemplazando a Amándote y siendo sucedida por Fuera de control.
Escrita por José Ignacio Valenzuela, producida por Javier Larenas, con la dirección general de Cristián Mason bajo el núcleo de Nené Aguirre.
Es protagonizada por Cristián Campos, Alejandra Herrera, Jorge Zabaleta y Íngrid Cruz. Con las actuaciones de Catalina Pulido, Sandra O'Ryan, Willy Semler, María Izquierdo, entre otros.
La telenovela tiene un argumento basado en la codicia y en la venganza de un hombre por tomar el poder de un resort lujoso en el norte de ese país. 

## Argumento
Sebastián Valderrama (Jorge Zabaleta), es un joven buzo de 25 años que vive en Puerto Rico, hasta que inesperadamente decide volver a Chile. Este regreso provoca la ira de Iván Andrade (Cristián Campos), su padrino, quien contrató a Sofía Carrasco (Ingrid Cruz) para que lo enamorase y lo mantuviese fuera del país. La razón es que Sebastián es el heredero de un resort muy lujoso llamado Marparaíso, ubicado en Las Tacas, en la región de Coquimbo, del que Iván se apoderó gracias a la ayuda de falsificaciones de documentos. Sofía se enamoró verdaderamente de Sebastián, y a pesar de sus intentos por retenerlo fuera de los territorios de Iván, ambos vuelven a Chile. 
Mientras tanto, Iván se encuentra en los preparativos de su boda con Isabel Arrieta (Soledad Alonso), una millonaria a la que quiere solo por su dinero, con el que saldrá de sus deudas, y además él la engaña con su hermana Josefina (Catalina Pulido). Camila Hidalgo (Alejandra Herrera), hija de Isabel, duda mucho del amor de Iván hacia su madre, y junto a su divertida amiga Zoila (Luz Croxatto) intentarán desenmascararlo. Finalmente, el matrimonio se lleva a cabo, y durante la ceremonia, Camila sale entristecida, por lo que choca con un Sebastián recién llegado, del cual se enamora perdidamente y viceversa, pero Camila duda de él por ser el sobrino de Iván.
Pocos días después de la boda, el romance clandestino de Iván y Josefina es descubierto una noche por la propia Isabel, quien huye del resort junto a un amigo suyo, humillada por la traición de su hermana y de su marido. Para que su esposa no hable, Iván la asesina disparándole al tanque de gasolina del vehículo en que iban Isabel y su acompañante, que tras volcarse, explota en llamas. Iván hace pasar este cruel asesinato como un accidente, todo esto frente a una horrorizada Josefina que se culpa del fatal desenlace de su hermana mayor, culpa que Iván utilizará para manipularla y tenerla bajo su merced.
Camila ahora huérfana, y más encima despojada de sus bienes, al Iván falsificar el testamento de su madre, donde lo deja como único heredero de la fortuna de los Arrieta, planea vengarse del miserable hombre. Para eso consigue trabajo como profesora de aeróbica en el lujoso Marparaíso. Será en este paradisíaco lugar, donde trabajando junto a su fiel amiga Zoila, conocerán a otros dependientes como el encargado del muelle, Marcos Beltrán (Remigio Remedy), exdeportista y viudo que lucha por la custodia de su hijo, mientras es acosado por la caprichosa hija de diplomáticos y huésped del resort, Trinidad Santa Cruz (Amaya Forch); la mitómana animadora del recinto de descanso, Roxana Campos (Valentina Pollarolo); al histriónico y divertido dj Charly (Exequiel Tapia); a la encargada del cuidado de los niños, la dulce Jacqueline "Jackie" (Angélica Castro); el ambicioso y alcohólico barman, Vicente (Javier Hernández); la profesora de aeróbica, que sufre de anorexia en secreto, y que se disputará el amor de Marcos, Valeria (Pamela Villalba) y a la pintoresca y amorosa encargada del aseo, Laura Chamorro (Lucy Salgado), oriunda de la isla de Chiloé que se verá sin imaginárselo cortejada por el millonario huésped y viudo, Rafael de la Riva (Walter Kliche), que debe soportar las locuras y excentricidades de sus dos hijos, los nerds Rómulo (Juan Pablo Sáez) y Remo (Karim Lela), aficionados por los extraterrestres pero inexpertos en la conquista de mujeres, y por su antiguo enamorado chilote, Walter Mancilla (Jorge Yáñez). 
Destacan entre los huéspedes, el trabajólico Gonzalo Moreno (Willy Semler) que viajó acompañado por su tímida hija María Paz (Paula Valdivieso), y la extrovertida amiga de ella, Rosario (Adela Secall), y Gilda Soto (María Izquierdo), nueva rica que después de haber ganado un premio millonario de 4 millones de dólares, jura vestirse rigurosamente de blanco y disfrutar de su nueva y ostentosa vida, llegando a poseer una limusina color blanco y dentadura de oro. Será Gilda, quien inesperadamente pondrá en peligro la continuación de Marparaíso, al descubrir junto al joven ecologista, Daniel Montenegro (Hernán Hevia), perteneciente a la Sociedad Nacional del Medioambiente, un desperfecto de contaminación en las aguas que arroja el resort al océano. 
Será también en el resort, donde Camila volverá a reencontrarse con Sebastián, el nuevo administrador del balneario, a quien le ocultará sus sentimientos, mientras que ambos deberán enfrentarse a las intrigas de Sofía, que utilizará todo lo que esté a su alcance para no perder el amor del verdadero dueño de Marparaíso y sobre todo del malvado de Iván, que se encargará de hacerles ver su suerte si osan interponerse en su camino.
Iván organiza estafas, planes siniestros, engaña, manipula, chantajea y asesina a diestra y siniestra. Él es un personaje que es casi imposible de embaucar, debido a una infancia llena de abandonos siente que no le debe nada a la sociedad. Es inmoral, manipulador y se siente con la libertad necesaria para ejercer su impulso oscuro y negativo hacia las personas que lo rodean. Su contaminante influencia mantiene como sus aliados a su leal pero inofensivo asistente, Gregorio Leal (Roberto Poblete), que guarda en secreto nunca haber dado un beso a una mujer, su corrupto abogado Enrique (Patricio Achurra), a Jorge González (Nicolás Allende), eterno enamorado de Camila que servirá a Iván para acercarse a ella, sin imaginar que será cómplice de sus más oscuras acciones, y a su torpe y poco atractiva secretaria, Florencia (Aranzazú Yankovic), que detesta hacerse cargo de la mascota perro rottweiler de su jefe, Boniac. Ellos mismos serán cómplices y títeres de las manipulaciones de Iván, pero tal vez el casi invencible magnate encontrará alguna clase de amenaza en la audaz Manuela Larraín (Sandra O'Ryan), en Paulo Barbosa (César Ávila) que llega hasta el resort con el propósito de descubrir el responsable de la muerte de su padre o en la misteriosa Begoña Astudillo (Ana María Martínez), encargada del spa cuyas intenciones parecen ir apuntadas también al siniestro dueño de Marparaíso.
Intrigas, suspenso, secretos, mentiras, amor, acción y mucha diversión, serán los componentes que se encuentran insertos en el oasis de descanso Marparaíso, que inesperadamente puede volverse un verdadero infierno a manos del malvado Iván Andrade.

## Elenco
- Cristián Campos como Iván Andrade Félix
- Alejandra Herrera como Camila Hidalgo Arrieta
- Jorge Zabaleta como Sebastián Valderrama Valenzuela
- Íngrid Cruz como Sofía Carrasco Montero
- Catalina Pulido como Josefina Arrieta Alcalde
- Felipe Castro como Marcelo Calderón
- Sandra O'Ryan como Manuela Larraín
- Roberto Poblete como Gregorio Leal
- Patricio Achurra como Enrique Santa Cruz
- Ana María Martínez como Begoña Astudillo
- Willy Semler como Gonzalo Moreno
- María Izquierdo como Gilda Soto
- Luz Croxatto como Zoila Corona de los Reyes
- Solange Lackington como Rita Gallegos Marín
- Remigio Remedy como Marcos Beltrán
- Valentina Pollarolo como Roxana Campos
- Juan Pablo Sáez como Rómulo de la Riva
- Pamela Villalba como Valeria
- Walter Kliche como Rafael de la Riva Rojas
- Lucy Salgado como Laura Chamorro
- Jorge Yáñez como Walter Mancilla
- Nicolás Allende como Jorge González.
- Amaya Forch como Trinidad Santa Cruz
- Karim Lela como Remo de la Riva Rojas
- Patricia Barrales como Niña en la piscina
- Aranzazú Yankovic como Florencia Alonso
- Victoria Gazmuri como Susana
- Angélica Castro como Jacqueline "Jackie"
- Isabel Castillo como Marta
- Exequiel Tapia como Carlos "Charly" Valenzuela García
- Adela Secall como Rosario
- Paula Valdivieso como María Paz Moreno
- Gabriela Medina como Guadalupe Marín
- Andrés Gómez como Ignacio Wilson "El Pifia"
- César Ávila como Paulo Barbosa
- Javier Hernández como Vicente Silva
- Arturo Mallegas como Cristóbal Larraín
- Consuelo Castillo como Lucila Godoy Araya
- Eduardo Iturriaga como Franco
- Hernán Hevia como Daniel Montenegro
- Claudia Le Roy como Claudia Díaz

## Participaciones
- Soledad Alonso como Isabel Arrieta Alcalde.
- Rubén Darío Guevara como Hernán, ex suegro de Marcos
- Eliana Vidal como Eliana, esposa de Hernán
- Sergio Urrutia como Padre Filiberto
- Jorge Rodríguez como Roberto Santa Cruz
- Agustín Moya como Juan Pablo
- Regildo Castro como Horacio
- Greta Nilsson como Gloria
- Francisca Castillo como Ana María, exmujer de Gonzalo
- Selim Pipka como Fabio Barbosa

## Banda sonora
- 1. Abril - Yo Viviré
- 2. Sandra de Sá - Soul De Verâo
- 3. La Ley - Tanta ciudad
- 4. Nicole - Sirenas
- 5. Canal Magdalena - Espuma
- 6. Santo Barrio - El toque
- 7. ESKP - Te mentiré
- 8. Rosana - A fuego lento
- 9. Jordi - Desesperadamente enamorado
- 10. Javiera & Los Imposibles - Alacrán
- 11. Fabiana Cantilo - Nada es para siempre
- 12. Daniel Melero - Déjate querer
- 13. Kenny G - My Heart Will Go On

## Versiones en el extranjero
La cadena mexicana TV Azteca realizó una versión de esta telenovela en 1999 llamada Marea brava. Fue protagonizada por Anette Michel y Héctor Soberón, antagonizada por Tomás Goros. Esta contó con la participación especial de Angélica Aragón y el debut de David Zepeda.